# Pompiliu Macovei
Pompiliu Macovei (Buzău,1911. május 13. – Bukarest, 2008. május 2.), Pompiliu Alexandru Macovei néven is ismert román építész, pályája során több magas állami hivatalt betöltő politikus és műgyűjtő. Felesége, Ligia Macovei képzőművészként tevékenykedett, de a politikában is aktív szerepet játszott. A számos művészeti ágazat alkotásait magába foglaló gyűjteményük közös munka eredménye, és múzeumként látogatható egykori házukban Bukarestben a 11 Iunie utca 36–38. szám alatt. A múzeumban látható alkotások jelentős része Ligia Macovei alkotása.

## Gyermekkora

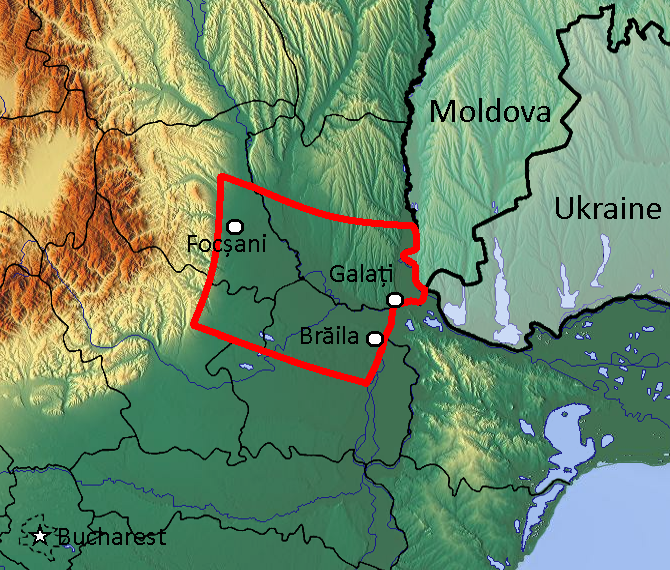
A Focșani-kapu térképe

Pompiliu Macovei három évvel az első világháború kitörése előtt született, és éppen három év híján egy teljes évszázadnyi történelemnek volt tanúja és elszenvedője. Szülőhelye, Buzău (Bodzavásár) a Focșani-kaput Bukaresttel összekötő vonalon fekszik. Focșani-kapunak a Focșani (Foksány) és Galați városokat összekötő vonalat nevezik, mely Románia és egyúttal a NATO stratégiailag egyik leggyengébb pontja. Így a terület mindkét világháborúban a stratégiai megfontolások fókuszában volt, és háborús konfliktus idején általában a harcok kereszttüzében áll. A korábban megépült védelmi vonal ellenére, a második világháború idején, a második Jászvásár–Chișinău-offenzíva során az oroszok a Focșani-kapu védvonalát törték át. Ezzel gyakorlatilag eldőlt Románia sorsa. Az ország kénytelen volt a tengelyhatalmaktól a szövetséges hatalmakhoz átállni, és a háború után a Szovjetunió erős nyomása alatt a kommunista tömb része lett. A kor, amely megkívánta minden tudásvágyó és magasan művelt ember kényszerű alkalmazkodását egy restriktív rendszerhez, sok hasonló sorsú emberrel együtt, súlyosan rányomta bélyegét Pompiliu Macovei pályafutására is.
Macovei szülőhelye, a Havasalföld történelmi régiójában a Kárpátok nyúlványai és a síkság találkozásánál fekszik. Gyermekkorának színtere a Măgura és Bodzaforduló között a Bodza folyó festői szépségű völgye volt, mivel édesanyja erről a vidékről származott. Bodzaforduló az akkori magyar lakta területek határánál fekszik.
A gimnáziumi évek alatt szenvedélye lett a bélyeggyűjtés. Ekkor kezdett könyveket is gyűjteni.
Édesapja intellektuálisan érdeklődő mozdonyszerelő volt, így korán került kapcsolatba a műszaki világgal. Tizennyolc évesen beiratkozott a Ion Mincu Építészeti és Várostervezési Egyetemre, ahol a hosszú képzés befejezése után oktatott. Több írás említi ezt a fiatalkori énjét. Intelligens, művelt, elvekkel rendelkező fiatalként írják le, aki nagy hatással volt hallgatóira. Diákja, Ionel Schein életre szóló barátságban maradt vele. Tekintettel a történelmi előzményekre, a háborús deportálások megtapasztalására, az ekkor kezdődő kommunista politikai aktivizmusa mögött nagy valószínűséggel őszinte hit volt, a továbbiakban azonban már kényszerű kompromisszumok és csalódások árán élt túl több politikai korszakot.

## Életútja
1936-ban és 1937-ben műszaki rajzoló volt Bukarestben a Városháza alkalmazásában. 1938-ban napidíjas alkalmazott építészként dolgozott a Belügyi Minisztériumban (Ministerul de Interne ). 1939-ben sikeresen befejezte építészeti tanulmányait.
1939-ben feleségül vette Tomesco Ligia képzőművésznőt, aki ezután férje nevét felvéve Ligia Macovei néven alkotott.
1941-től a Propagandaminisztérium (Ministerul Propagandei) építészeként működött.
1945-től a Román Kommunista Párt tagja és a Progresszív Ifjúság (Tineretului Progresist) szervezet titkára volt. 1946-tól a Román Szövetség a Kapcsolatok Erősítésére a Szovjetunióval (ARLUS Asociația Română pentru strângerea Legăturilor cu Uniunea Sovietică) főtitkára lett.
1952–1958 Bukarest főépítészeként tevékenykedett.
1958–1960 között a Román Népköztársaság (Republica Populară Română) külügyi tanácsadója volt Párizsban. Az 1960. október 20. – 1962. december 24. közötti időszakban Románia nagykövete és meghatalmazott minisztere volt Rómában. 1962–1965 között külügyminiszter-helyettes. Az 1965. július 24. – 1969. augusztus 12. időszakban a Román Kommunista Párt Központi Bizottságának (C.C. PCR Comitetul Central al Partidului Comunist Român) póttagja volt. 1965. augusztus 21.–1971. július 15. között a  Consiliul de Stat pentru Arta şi Cultura (Állami Művészeti és Kulturális Tanács) elnöke. Az 1969. augusztus 12.–1974. november 28. időintervallumban a Román Kommunista Párt Központi Bizottságának (Comitetul Central al Partidului Comunist Român) rendes tagja volt.
1969-tól nyugdíjazásáig professzor volt a Ion Mincu Egyetem Építészeti Intézetében.
1971–1977 között Románia nagykövete volt az UNESCO-ban.
1992-ben gyűjteményét Bukarest városának adományozta. 2008-ban, 97 évesen hunyt el.

## Három tevékenységi köre

### Építész

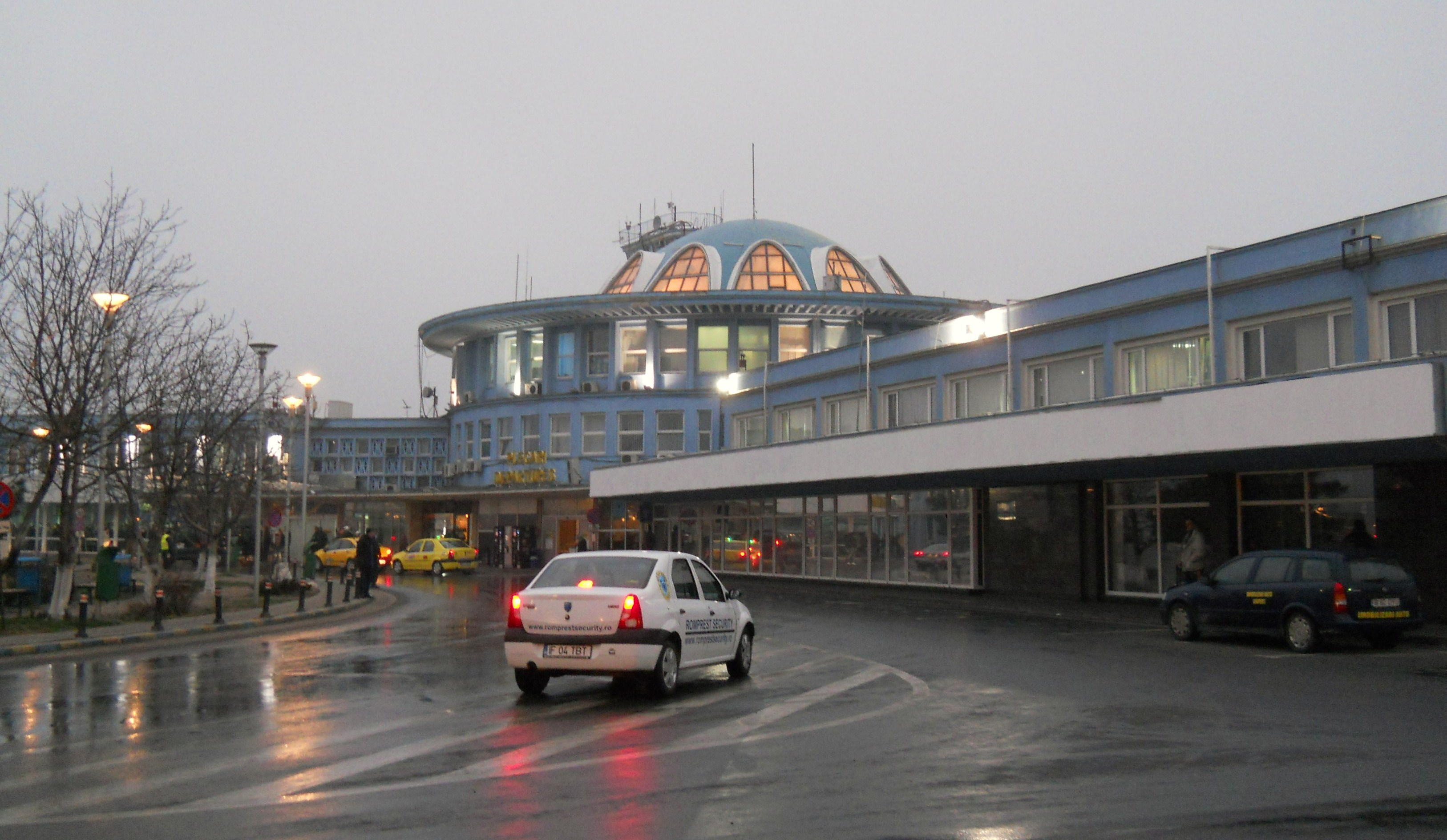
Băneasa – Aurel Vlaicu
nemzetközi repülőtér

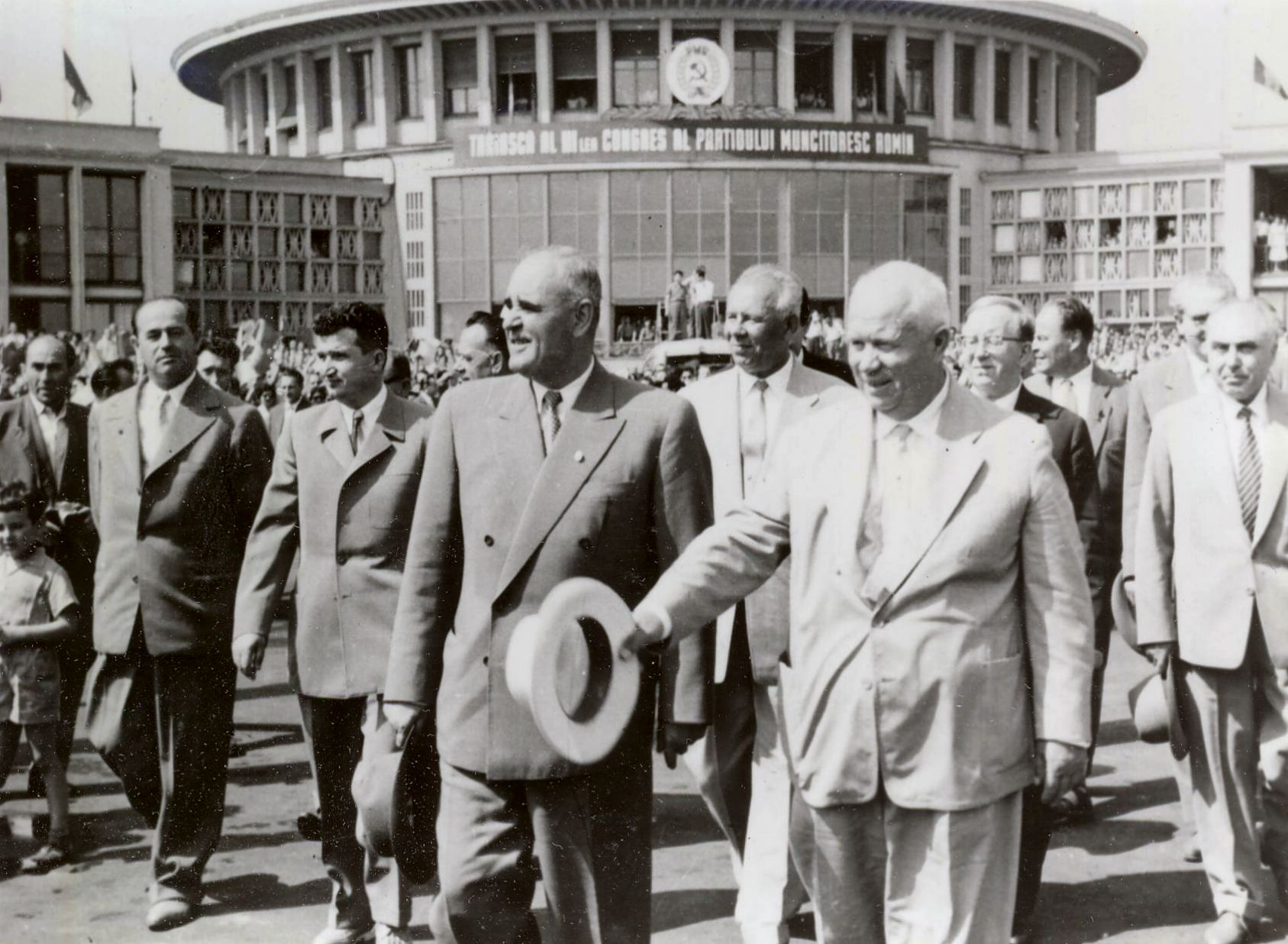
Gheorghiu-Dej és Hruscsov a Bukarest-Băneasa repülőtéren

Építészként a betöltött pozíciókat tekintve sikeres volt. Tanulmányai befejezése után két évvel már a Propaganda Minisztérium építésze volt, 1952-től pedig Bukarest főépítésze lett. Az Építészek Szövetségének elnökévé választották. Így látszólag vezető döntéshozói helyzetben volt, ez azonban nem jelentett szabad döntési lehetőséget. Ezekben a pozíciókban a Szovjetunió által diktált szocialista realista építészet követelményeinek meg kellett felelni. Nagy építészeti irodák fizetett alkalmazottai által tervezett, a munkásosztály hatalmát hirdető, középszerűen bombasztikus komplexumok épültek országszerte. Így nem található egyetlen Pompiliu Macovei által tervezett épület sem, ami a kor nemzetközi avantgárd építészetével összevethető lenne. Annak ellenére nincsen ilyen épület, hogy Macovei rendkívül művelt, széles látókörű és világlátott ember volt, aki több szálon, például Ionel Scheinen keresztül bizonyítottan tartotta a kapcsolatot az avantgárd körökkel. A legismertebb épület, amelynek a tervezésében részt vett, a bukaresti Băneasa – Aurel Vlaicu nemzetközi repülőtér épülete.
 Az 1990-es rendszerváltás után, amikor egy fiatal építész, a közelmúlt történelmének lelkiismeretes feldolgozója, művészettörténész, muzeológus és tanár meglátogatta otthonában, nem volt hajlandó beszélni az építészet és a kultúra kulcsmomentumairól abban az időszakban, amikor a szakma vezetői pozícióját betöltötte. Amikor 2005-ben a Román Építészek Szövetsége és a Simetria Kiadó az Építészet az 1945–1989-es diktatúra idején című gyűjteményes kötetet készítette, Pompiliu Macoveit felkérték, hogy írjon egy szöveget, de csak azt vállalta, hogy néhány kérdésre válaszol. A Szovjetunió által diktált szocialista realista időszaknak egyik legnagyobb kárvallottja volt az építész szakma.

### Politikus
Politikai pályafutása nagyobb mozgási szabadságot biztosított, és sok értékes személyes kapcsolattal gazdagította. Külügyi miniszterhelyettesként, UNESCO küldöttként sokszor utazott. Hosszabb külföldi tartózkodásra adott lehetőséget tanácsadói megbízatása Párizsban a román nagykövetség építése idején. Rómában két évet töltött Románia nagyköveteként. Mivel Gheorghe Gheorghiu-Dej idején nem exponálta magát, Nicolae Ceaușescu alkalmasnak találta a legfelsőbb kulturális szerv, az Állami Művészeti és Kulturális Tanács vezető tisztségére 1965-ben. Ebben szerepet játszott kiemelkedő szakértelme is. Ez annak a hároméves periódusnak a kezdete volt, amikor az állami vezetés saját hatalma megszilárdításához szükségesnek érezte a művészek támogatását, és ezért a korábbinál nagyobb alkotói szabadságot engedett. Macovei ennek a rövid, három évig tartó kulturális enyhülési politikának volt a kulturális minisztere.

### Műgyűjtő
Pompiliu Macoveinek az építész alkotó szabadsága az alap hivatásában betöltött pozíciókban nem adatott meg, de szellemi szabadságát megtalálta a műalkotások és könyvek gyűjtésében és felesége, Ligia Macovei alkotásaiban.
 Nevüket a gyűjteményük őrzi, amelyet 1992-ben a városnak ajándékoztak, és ma látogatható múzeumként működik egykori házukban.
A 11 Iunie utca 36–38. szám alatti ház építészeti stílusán a francia eklektika hatása érezhető. Ma már építészettörténeti műemléknek számít, mely felidézi a környék múltját. A városnak ez a régi negyede a nagy múltú vagyonos családok és gazdag kereskedők lakhelye volt egykor. Az épületet bokrokkal, díszfákkal és virágágyásokkal tarkított pázsit övezi. Az öreg hársfa természeti műemlék. A ház egy gazdag gyűjteménynek ad otthont.

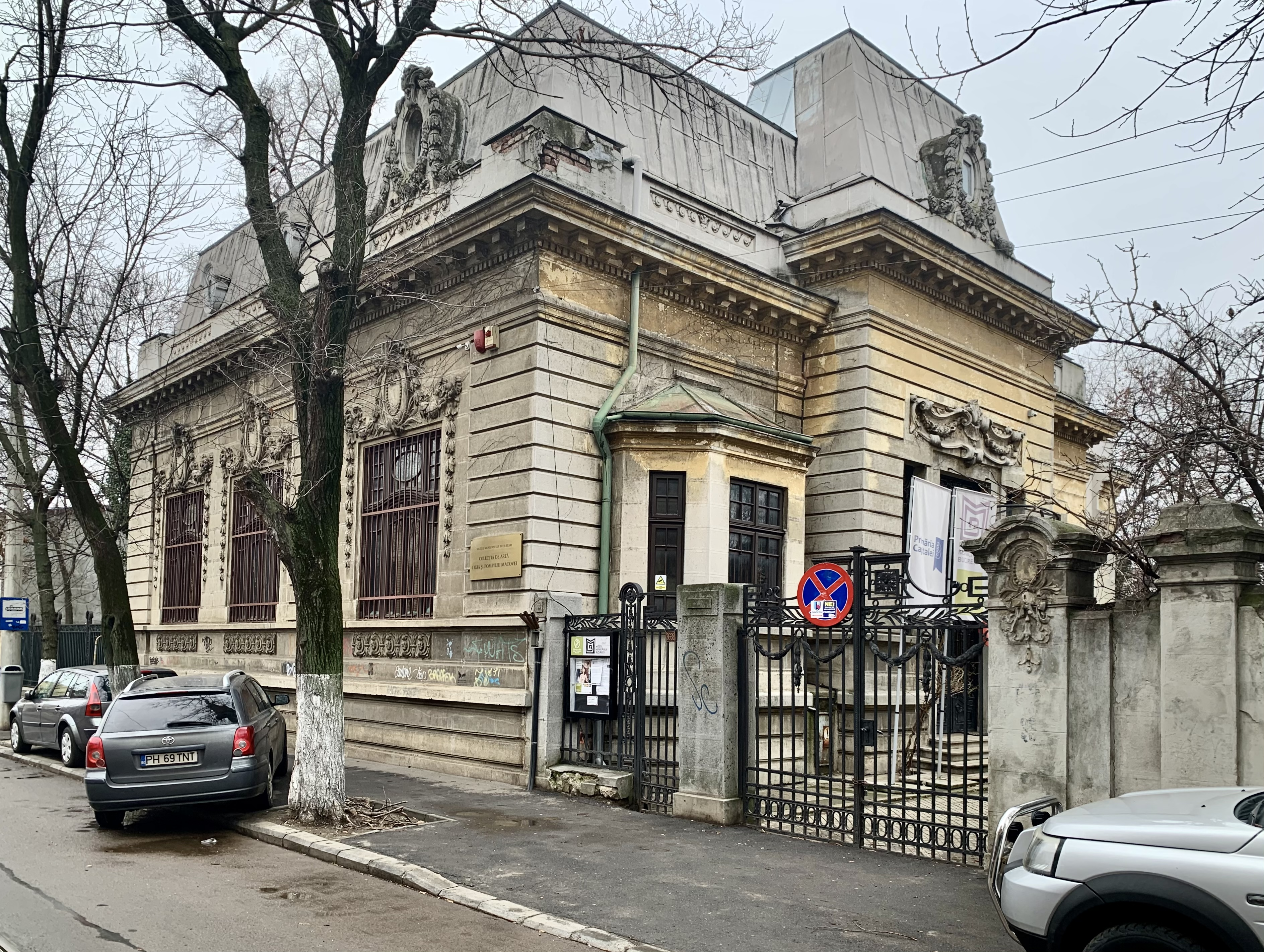
Ligia és Pompiliu
Macovei Múzeum
11 Iunie utca 36–38. szám, Bukarest
2021. január

Önmagában is nagy érték a tizenegyezer kötetet tartalmazó könyvtár, melyről a Bukaresti Városi Múzeum 2005-ös kiadványának 245. oldalán olvasható egy részletes írás. A könyvek jelentős része a művészet, filozófia és esztétika témaköréhez tartozik, de vannak csillagászattal, fizikával, biológiával, az emberi gondolkodás történetével és történelemmel foglalkozó könyvek is. Külön egységet képeznek a zenetörténeti könyvek, zeneesztétikai tanulmányok, nagy zeneszerzők szimfonikus műveinek kottái, zeneszerzőkről és előadókról szóló könyvek, valamint a könnyűzenéről szóló tanulmányok. Megtalálhatók a 19. századi francia, német és olasz gondolkodók könyvei.
Az emberi kultúra fejlődésével foglalkozó könyvek közé tartozik az Albin Michel kiadó gondozásában megjelent francia Bibliothèque de l’évolution de l'humanité című sorozat, amely közel 50 kötetet tartalmaz. A Meridiane kiadó Biblioteca de Arte sorozatának mintegy 600 kötete szerepel a gyűjteményben. Számos könyv foglalkozik a világ különböző tájainak népművészetével, az afrikai népek, az amerikai kontinens népei, Óceánia, a Távol-Kelet (India, Kína, Japán), a Közel-Kelet (Irán, Irak, Pakisztán) népművészetével. A könyvtár része az Éditions Citadelles et Mazenod   kiadó L’Art et Les Grandes Civilisations című sorozata.
A Ligia Macovei által illusztrált könyvek a könyvtár legszemélyesebb kötetei. Mihai Eminescu, Tudor Arghezi, Robert Desnos, Umberto Saba verseinek illusztrációit készítette, valamint Lermontov, Gogol, Maria Rovan, Petru Dumitriu, Mihail Sadoveanu, Hortensia Papadat-Bengescu, Salvatore Quasimodo prózaköteteit illusztrálta.
A műalkotások gyűjteménye nem tematikus, nem szorítkozik egy műfajra. Összefogó koncepciója a szépség és alkotókedv szeretete. Ligia Macovei festményei, kerámiái és egyéb műalkotásai teszik ki a gyűjtemény egy részét. A gyűjtőmunka kiterjedt festmények, szobrok, bútorok, értékes szőnyegek, dekoratív és népművészeti alkotások összeválogatására. Számos üvegművészeti, kristály és porcelán alkotás is szerepel. A múzeum időnként időszaki kiállításokat is rendez.

A gyűjteményt hosszú élete során nagy szakértelemmel és igényesen válogatta össze a Macovei házaspár. Hagyatékuk maradandó kulturális érték.